# Hermann Thieme (Mathematiker)
Karl Gustav Hermann Thieme (* 9. November 1852 in Neu-Limmritz, Brandenburg; † 9. März 1926) war ein deutscher Mathematiker und Lehrer.

## Leben
Thieme studierte ab 1873 an der Universität Breslau und wurde dort 1877 promoviert. 1877 war er Hilfslehrer in Oldenburg, 1879 Lehrer in Striegau und ab 1881 Lehrer an der Oberrealschule und dem Berger-Gymnasium in Posen. 1892 wurde er Oberlehrer und 1896 erhielt er den Professoren-Titel. 1909 bis 1920 war er Schuldirektor in Bromberg.
Er war 1904 Invited Speaker auf dem Internationalen Mathematikerkongress in Heidelberg (Wirkung der wissenschaftlichen Ergebnisse auf den Unterricht in der elementaren Mathematik).
Schon im Programm seines Gymnasiums von 1900 ging er auf die Arbeiten von Giuseppe Veronese, Moritz Pasch und David Hilbert zu den Grundlagen der Geometrie und ihrer Verwendbarkeit im Unterricht ein. Hilberts Arbeit sieht er als Abschluss der Entwicklung.

## Schriften
- Die Umgestaltung der Elementargeometrie, Programm des Königlichen Berger-Gymnasiums und der Berger-Oberrealschule Posen, 1900
- Herausgeber mit Carl Färber, Eugen Netto: Grundlehren der Mathematik: für Studierende und Lehrer, Teubner, ab 1909
  - als Autor mit Wilhelm Franz Meyer darin Die Elemente der Geometrie, 1909
- Leitfaden der Mathematik für Realanstalten, Teil 2: die Oberstufe, Freytag 1902
- Leitfaden der Mathematik für Lyceen und Oberlyceen, Freytag 1915
- Leitfaden der Mathematik für Gymnasien, Teil 2: Oberstufe, Freytag 1913

1911 gab er bei Teubner die deutsche Ausgabe der Fragen der Elementargeometrie von Federigo Enriques und Ugo Amaldi heraus (mit einem Band Aufgaben).